# Melissa Sue Anderson
Melissa Sue Anderson (født 26. september 1962 i Berkeley, Californien) er en amerikansk skuespillerinde, der er bedst kendt for at spille Mary Ingalls i Tv-serien Det Lille Hus På Prærien, der blev vist i perioden 1974-1983.
Hun vandt en Emmy for sin rolle i tv-filmen Which Mother Is Mine? fra 1979, og blev ligeledes nomineret til en Emmy for Det Lille Hus På Prærien.
Anderson blev født i Berkeley, Californien. Hendes karriere startede, da en danselærer opfordrede hendes forældre til at finde en agent for hende. Hun begyndte at indspille tv-reklamer, og snart var hun blevet en efterspurgt skuespillerinde. I en alder af 11 år, fik hun tildelt rollen som Mary Ingalls i Det Lille Hus på Prærien foran hundredvis af konkurrenter. Hun forlod serien i 1982. Hun fortsatte med at optræde i tv-shows, som The Equalizer, Alfred Hitchcock Presents og Murder, She Wrote.